# Антањод (Долина Аосте)
Антањод је насеље у Италији у округу Долина Аосте, региону Долина Аосте.
Према процени из 2011. у насељу је живело 242 становника. Насеље се налази на надморској висини од 1708 м.